# Ujazd (gmina w województwie opolskim)
Ujazd (niem. Gemeinde Ujest) – gmina miejsko-wiejska w województwie opolskim, w powiecie strzeleckim. W latach 1975–1998 gmina położona była w województwie opolskim. W 2006 roku w gminie wprowadzono język niemiecki jako język pomocniczy.
Siedziba gminy to Ujazd.
Według danych z 30 czerwca 2004 gminę zamieszkiwały 6293 osoby. Natomiast według danych z 31 grudnia 2017 roku gminę zamieszkiwało 6400 osób.
Według danych z 31 grudnia 2019 roku gminę zamieszkiwało 6409 osób.

## Struktura powierzchni
Według danych z roku 2002 gmina Ujazd ma obszar 83,31 km², w tym:
- użytki rolne: 70%
- użytki leśne: 24%

Gmina stanowi 11,19% powierzchni powiatu.
Miasto zajmuje powierzchnię 14,69 km², które zamieszkuje 1631 mieszkańców. Gęstość zaludnienia wynosi 111 mieszkańców na 1 km².
Obszar wiejski zajmuje powierzchnię 68,62 km², zamieszkany jest przez 4673 mieszkańców. Gęstość zaludnienia wynosi 68 mieszkańców na 1 km².

## Demografia

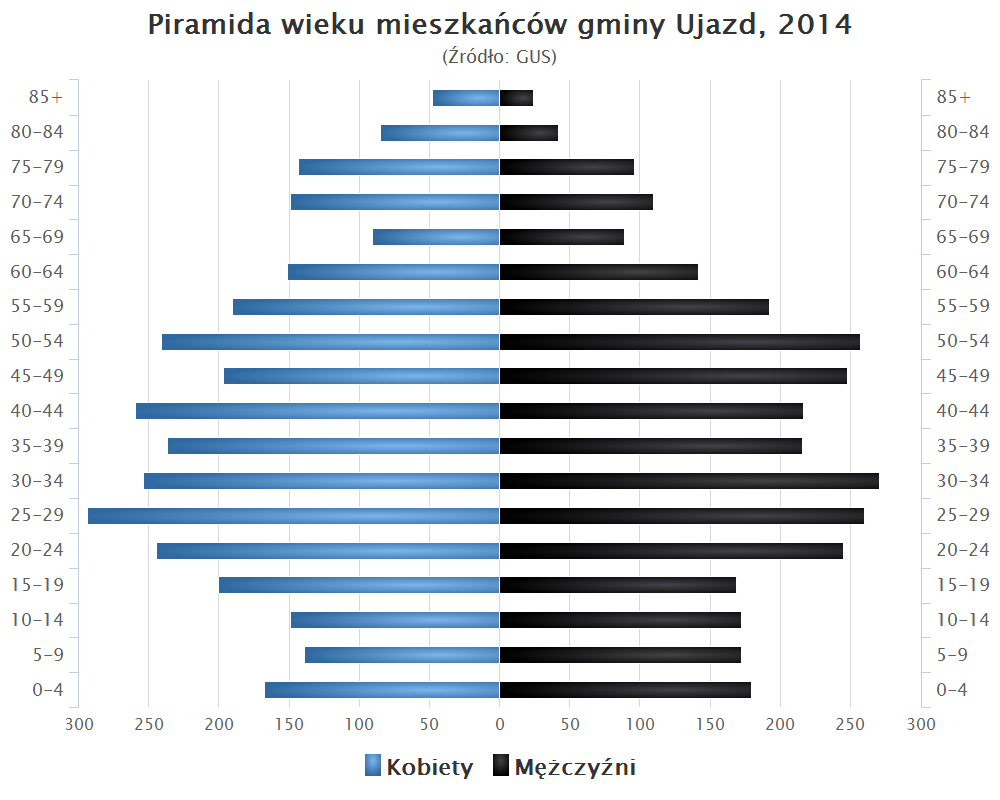
Piramida wieku mieszkańców gminy Ujazd w 2014 roku

Dane z 30 czerwca 2004:
| Opis                              | Ogółem | Ogółem | Kobiety | Kobiety | Mężczyźni | Mężczyźni |
| --------------------------------- | ------ | ------ | ------- | ------- | --------- | --------- |
| jednostka                         | osób   | %      | osób    | %       | osób      | %         |
| populacja                         | 6293   | 100    | 3223    | 51,2    | 3070      | 48,8      |
| gęstość zaludnienia (mieszk./km²) | 75,5   | 75,5   | 38,7    | 38,7    | 36,9      | 36,9      |

## Sąsiednie gminy
Kędzierzyn-Koźle, Leśnica, Rudziniec, Strzelce Opolskie, Toszek

## Galeria

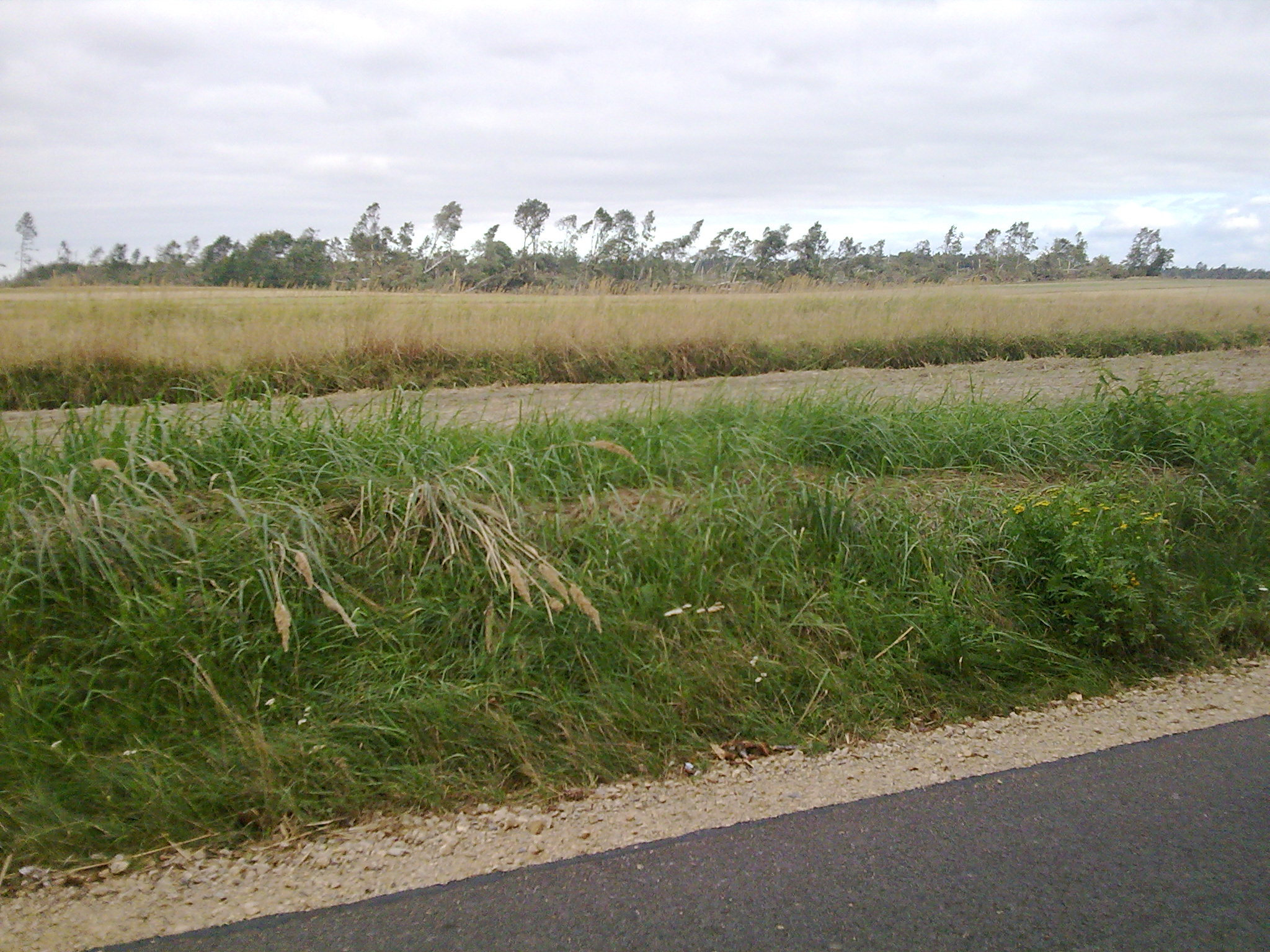
Pole
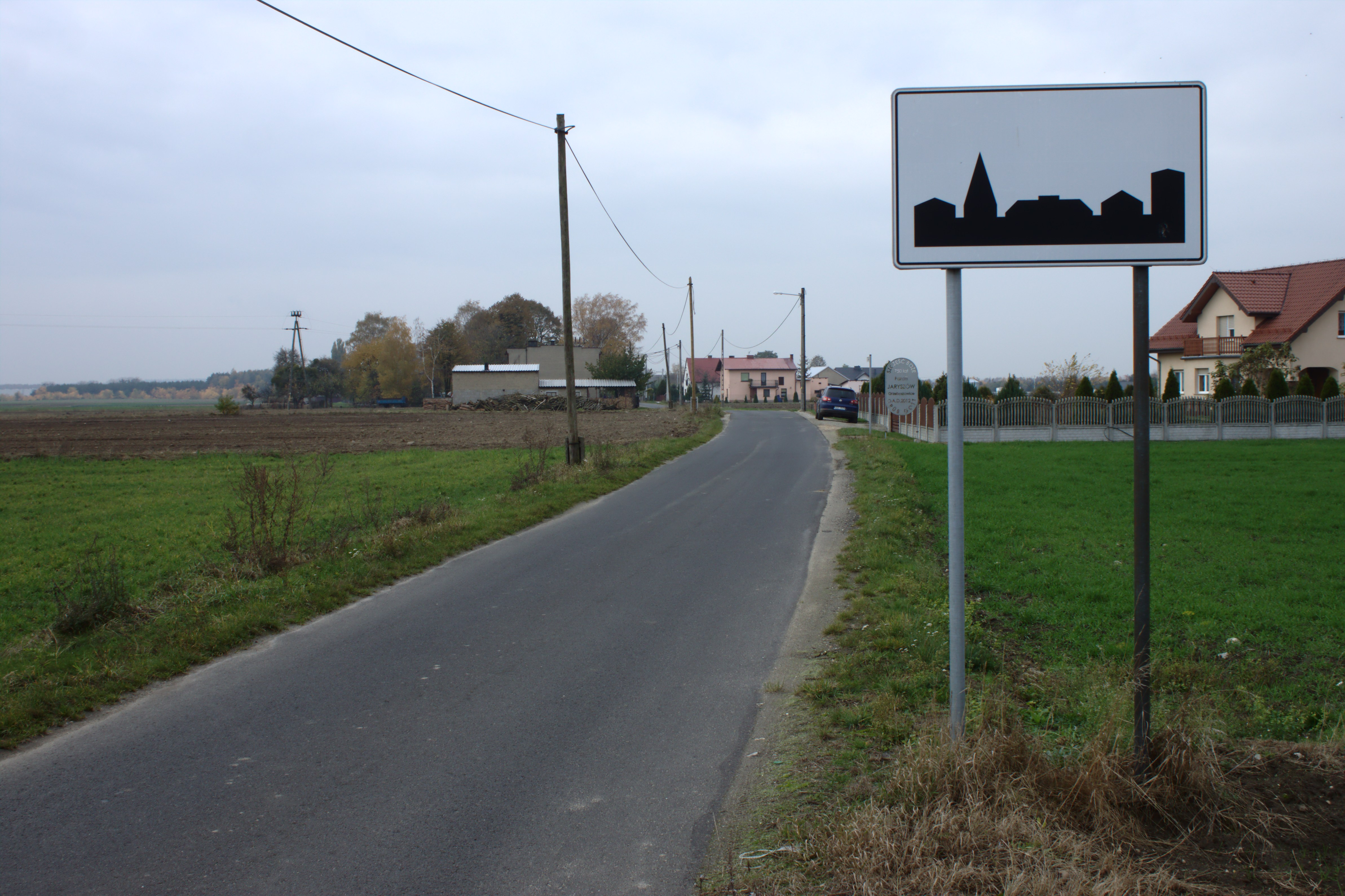
Grzeboszowice, droga
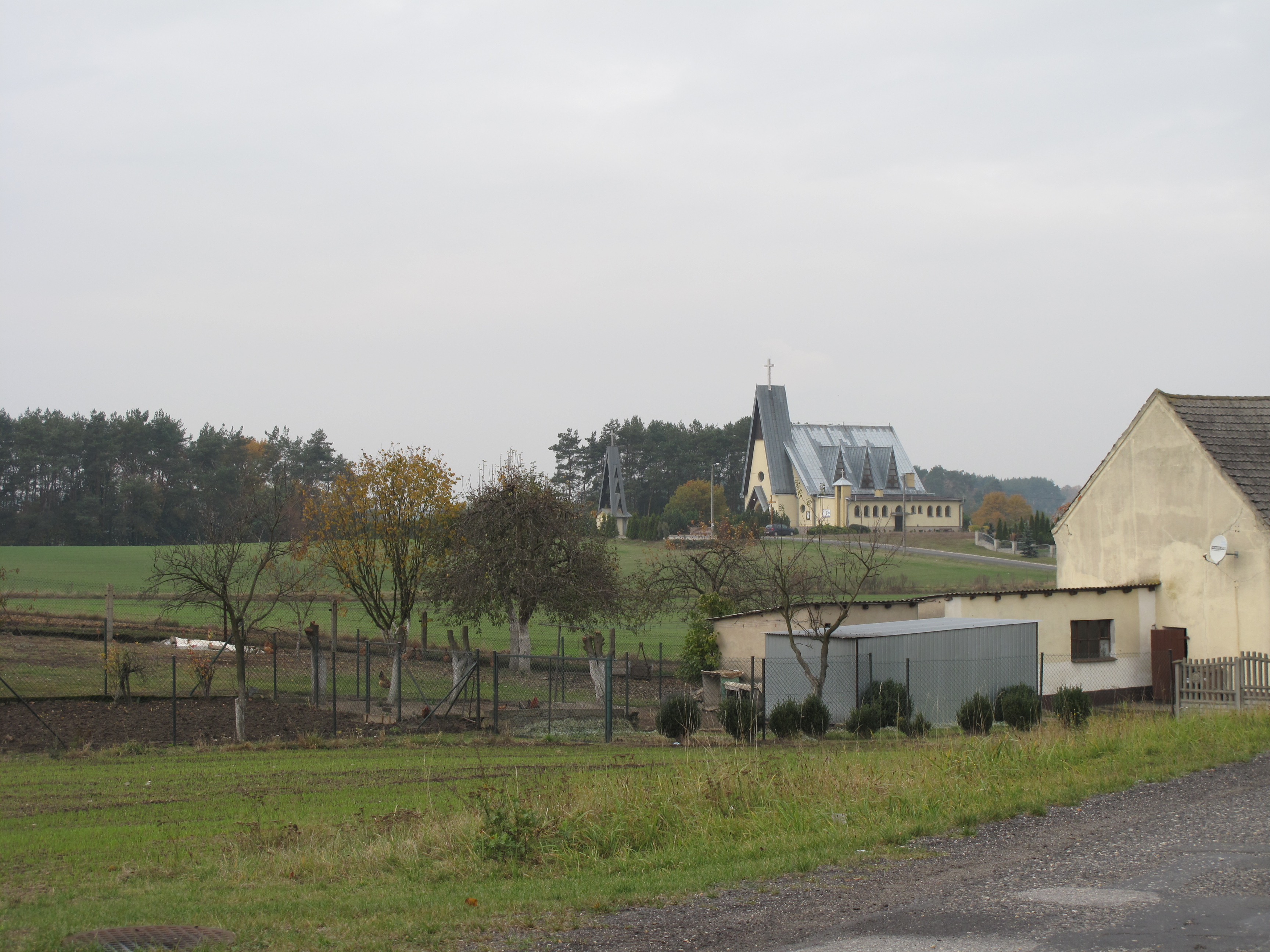
Ogrod